# Trévon Hughes
Pour les articles homonymes, voir Hughes.
Trévon Hughes, né le 4 avril 1987, dans le Queens, à New York, est un joueur américain de basket-ball. Il évolue aux postes de meneur et d'arrière.